# 뉴스 가치
뉴스 가치(news values)는 언론 매체가 사실을 뉴스화하는 기준이다. 언론사에 따라서 대상 독자가 달라 독자의 흥미를 끌 만한 요소도 다르기 때문에 상대적이다. 그러나 대개 어떤 사실이 영향성, 시의성, 저명성, 근접성, 갈등성, 신기성 등의 요소 중 하나 이상을 가지고 있을 경우 뉴스가 될 가능성이 높다.

## 영향성
영향성은 사실(또는 사건)의 영향을 받는 사람의 수를 의미한다.
즉 사건의 영향을 받는 사람이 많으면 많을수록 영향성은 커진다.
예를 들면 고속도로에서 일어난 단순 추돌 사고는 뉴스화될 가능성이 낮지만 사망자가 많이 발생한 대형 교통사고는 뉴스화될 가능성이 높다.
하지만 사건의 영향을 받는 사람의 수가 적어도 영향을 받는 사람이 정책 결정자나 엘리트라면 영향성은 커진다.

## 시의성
시의성은 사실 발견(확인) 또는 사건 발생 후 경과된 시간을 의미한다. 최근에 일어난 사건일수록 시의성은 커진다. 반면에 오래된 사건일수록 시의성이 떨어져 뉴스가치는 떨어진다. 최근에는 24시간 뉴스 채널과 인터넷의 등장으로 시의성의 중요도가 매우 높아지고 있다.

## 저명성
저명성은 사실(또는 사건)이 사건의 당사자의 유명한 정도이다. 당사자가 유명하면 유명할수록 저명성은 커진다. 또한 당사자가 가진 사회적 영향력이 클수록 저명성은 커진다.

## 근접성
근접성은 사실(또는 사건)이 사건이 일어난 지역과 뉴스가 배급되는 지역의 거리의 정도이다. 사건이 일어난 장소가 가까우면 가까울수록 근접성은 커진다. 예를 들면 수도와 멀리 떨어진 지역에서 일어난 사건에 중앙지는 적은 지면을 할애하겠지만 그 지역과 가까운 곳에서 발행되는 지방지는 그 사건에 더 큰 지면을 할애할 가능성이 높다.

## 신기성
신기성 혹은 일탈성은 사실(또는 사건)이 일상 생활에서 일어날 확률이 적은 정도이다. 미국의 언론인 찰스 A. 다나가 말한 "개가 사람을 물면 뉴스 거리가 되지 않지만 사람이 개를 물면 뉴스가 된다(if a dog bites a man, that's not news. But if a man bites a dog, that's news!)"는 신기성을 가진 사실이 뉴스가 된다는 뜻이다.

## 갈등성
갈등성은 사실(또는 사건)을 둘러싼 이해 당사자들 간의 갈등의 정도이다. 갈등이 깊으면 깊을수록 갈등성은 커진다. 평화가 유지되는 지역보다는 전쟁 같은 갈등 상태에 놓인 지역에서 일어나는 사건이 갈등성이 높다.

## 같이 보기
- 의제설정 이론
- 미디어제국주의

## 참고 문헌
- 오택섭, 강현두, 최정호, 《미디어와 정보사회》, 나남출판, 2003년, 109쪽 ~ 110쪽